# 安東尼奧·奧林托鎮
安東尼奧·奧林托鎮（葡萄牙語：Antônio Olinto）是一個位於巴西南部巴拉那州的市鎮，海拔802公尺，始建於1960年10月24日，距離首府庫里奇巴約142公里，毗鄰的市鎮有南圣马特乌斯、拉帕和聖卡塔琳娜州的馬夫拉。現任市長為法比歐·斯塔尼舍夫斯基·馬基雅維利（Fabio Staniszewski Machiavelli）。該市鎮的命名是用於紀念曾獲巴西文學學院獎的同名文學家安東尼奧·奧林托。

## 行政區劃
巴西地理統計局原本使用中區、小區等兩個區劃做為資料統計之用，2017年改制為中級地理區和直接地理區。安東尼奧·奧林托鎮原屬於東南巴拉那中區（Sudeste Paranaense）下的南聖馬特烏斯小區（São Mateus do Sul），改制後則屬庫里奇巴（Curitiba）中級地理區下的烏尼昂-達維多利亞（União da Vitória）直接地理區。

## 地理與氣候
安東尼奧·奧林托鎮周邊地區的植被主要是常綠林，平均每平方公里人口僅16人。該地區的氣候屬海洋性气候，年均溫是16℃。最熱的月份是一月，月均溫20℃，最冷的是七月，溫度是10℃。年平均降雨量為2,291毫米。雨量最多的月份是6月，降雨量為393毫米，最少的是8月，降雨量為80毫米。

## 經濟

### 生產總值
巴西地理統計局2008年統計，安東尼奧·奧林托鎮年生產總值為83,851,844雷亞爾，人均GDP為10,854.61雷亞爾。

### 人類發展指數
根據2000年聯合國開發計劃署的資料，安東尼奧·奧林托鎮的人類發展指數為0.711，屬於中度發展。

## 人口
根據巴西地理統計局於2018年的估計，安東尼奧·奧林托鎮共有7,441人，面積469.620平方公里，平均人口密度為15.84人/km2。

## 外部鏈結
- 全國市鎮聯合會 （页面存档备份，存于）
- GeoNames上有關安東尼奧·奧林托鎮的資料 （页面存档备份，存于）